# Міжнародний університет LCC
Міжнародний університет LCC  (лит. LCC tarptautinis universitetas) — державний та міжнародний гуманітарний навчальний заклад у Клайпеді, Литва. Університет засновано 1991 року шляхом залучення литовських, канадських та американських фундацій. LCC зарекомендував себе унікальним, інноваційним, інтерактивним навчальним осередком. LCC спрямований на розвиток особистостей студентів та їх спрямування на активну участь у різноманітних проектах.

## Акредитація
Литовська республіка офіційно визнала програми бакалавра і магістра міжнародного університету LCC. В Інтернеті є список усіх начальник закладів Литви. В університету присутня ліцензія, видана Міністерством освіти та науки Литви, що уповноважує Міжнародний університет LCC надавати навчальні програми бакалаврату і магістратури.
Міжнародний університет LCC є частиною системи вищої освіти Литви, тому 2013 року університет пройшов обов'язкове зовнішнє оцінювання.
Процес оцінювання включав у себе самостійний звіт, виконаний безпосередньо університетом, а також візит міжнародної групи експертів.
Рішення з акредитації також включає в себе рекомендації, які LCC запроваджує у План роботи університету.

## Навчальні програми

Студенти-міжнародники з України в LCC

Студенти Міжнародного університету LCC навчаються за шістьома бакалаврськими напрямками за вибором: Міжнародне бізнес адміністрування, Англійська мова та література, Психологія, Богослів'я, Сучасні комунікації, Міжнародні відносини та розвиток. LCC також надає магістерські програми: Навчання англійської носіїв інших мов (TESOL) та Міжнародна програма з менеджменту у співпраці з Тейлорським університетом (штат Індіана, США).
Програми магістратури створені для працівників-професіоналів з метою отримання ступеня магістра в режимі змішаного навчання, яке включає очні та онлайн заняття.
В університеті є можливим навчання на «подвійний диплом» у рамках основних програм.
Усі навчальні програми пройшли зовнішнє оцінювання і були затверджені незалежним громадським закладом — Центром оцінювання якості освіти.

## Університетська спільнота
На тепер в університеті навчаються 650 студентів (50 % з Литви та 50 % закордонних студентів) із 25 країн світу. Кожного семестру в університет переводяться 35 студентів із північноамериканських університетів. Третина викладацького складу університету є литовцями, натомість дві третини викладачів є з Канади, Сполучених Штатів та з Європи.

## Ціль LCC

### Місія
Міжнародний університет LCC надає гуманітарну освіту в контексті інтернаціональної навчальної спільноти на основі християнських цінностей, яке культивує у студентів LCC лідерів як слуг свого суспільства.

### Концепція
Концепцією LCC є залучення студентів до навчального процесу, щоб сприяти появі нового покоління лідерів Східної Європи і пострадянського простору, що володіють критичним мисленням та підтримують демократичні цінності, що розвивають ринкову економіку і відтворюють громадське суспільство на основі християнського світогляду.

### Основні принципи
- Віра, що гуманітарна освіта об'єднує навчання та всі аспекти життя в єдине ціле.
- Сповідування християнського світогляду, що закликає усіх до росту в істині і відродження через міць Євангелія Ісуса Христа.
- Сприйняття спільноти як безпечного середовища, де до людей відносяться з повагою, підтримкою та довірою, одночасно визнаючи і закріплюючи їх почуття власної гідності.
- Прагнення до щирих і довірливих взаємовідносин.
- Цінування різноманітності культур та традицій, особистостей та точок зору[3].

### Основні постулати християнської місії LCC
- Християнська місія Міжнародного університету LCC базується на історичному християнському віросповіданні, догмати якого викладені в Нікео-Цареградському і Апостольському символах віри.
- Біблія слугує беззаперечним авторитетом і основою теологічної освіти в Міжнародному університеті LCC.
- Міжнародний університет LCC є християнським університетом, а не релігійною організацією чи її підрозділом.
- Община університету з повагою ставиться до різних християнських домінацій. Університет прагне того, щоб студенти закріпили зв'язок зі своїми церквами, а також з християнською общиною в цілому, а також ознайомились з різними християнськими конфесіями.
- Однією з цілей Міжнародного університету LCC є культивування у студентах розуміння того, що все створене Господом є об'єктом прикладення любові Ісуса Христа. LCC заохочує вміння студентів пов'язати своє життя із Божим задумом преображення усього творіння у християнську віру зі всіма аспектами життя[3].

## Керівництво
Міжнародний університет LCC унікальний і тим, що він діє у декількох країнах як некомерційна організація, до того ж його університетське містечко розташоване в Литві, а благодійне фінансування поступає з різних джерел, переважно з північноамериканських. Також LCC частково компенсує оплату за послуги вищої освіти для студентів із більш ніж 25 країн, виконуючи частину своєї встановленої місії. Таким чином, LCC повинен виконували умови нормативних актів Канади, Сполучених Штатів і Литовської республіки про організаційно-правову форму юридичної особи, не ставлячи собі за ціль отримання прибутку, а також повинен здійснювати керівництво своєю організацією відповідно до моделей корпорацій цих держав.
Керівництво LCC здійснюється головним чином незалежною Радою директорів, до складу якої входять представники з Північної Америки та Литви. LCC отримує фінансування та грошові кошти з різних джерел, більшу частину з Американського благодійного фонду (англ. American charitable foundation) і Канадського благодійного фонду (англ. Canadian charitable foundation). У LCC налагоджені стратегічно важливі взаємовідносини з Литовським християнським фондом (лит. (Lietuvos krikščioniškas fondas), що мають історичне значення для університету. У додаток до цього, LCC отримує пожертвування у негрошовій формі з низки джерел. Окрім цього, разом із спеціалістами з Литви та Північної Америки частина професорсько-викладацького складу і службового персоналу LCC спрямована різними місіонерськими групами. LCC дотримується положень з бухгалтерського обліку та податкового законодавства й регулярно проходить аудиторські перевірки як в США, так і в Литві. У зв'язку з цим, LCC дотримується передових методів ведення ділових відносин, прагнучи прозорості, відповідальності і дотримання морального кодексу ділової етики.
У плані структурної схеми організації, у LCC є ректор і типова для американсько-канадського університету структура організації відповідно до функцій — відділи: навчально-методичний, комерції та фінансів, кадрів, маркетингу і приймальний, студентського життя та розвитку/просування. Засідання Ради директорів, що складається з 12 членів, які представляють різноманітні професійні кола і володіють різним досвідом, проходять двічі на рік і сприяють формування LCC шляхом розробки рекомендацій щодо політики, контролю і глобальної концепції університету.

## Студентське містечко

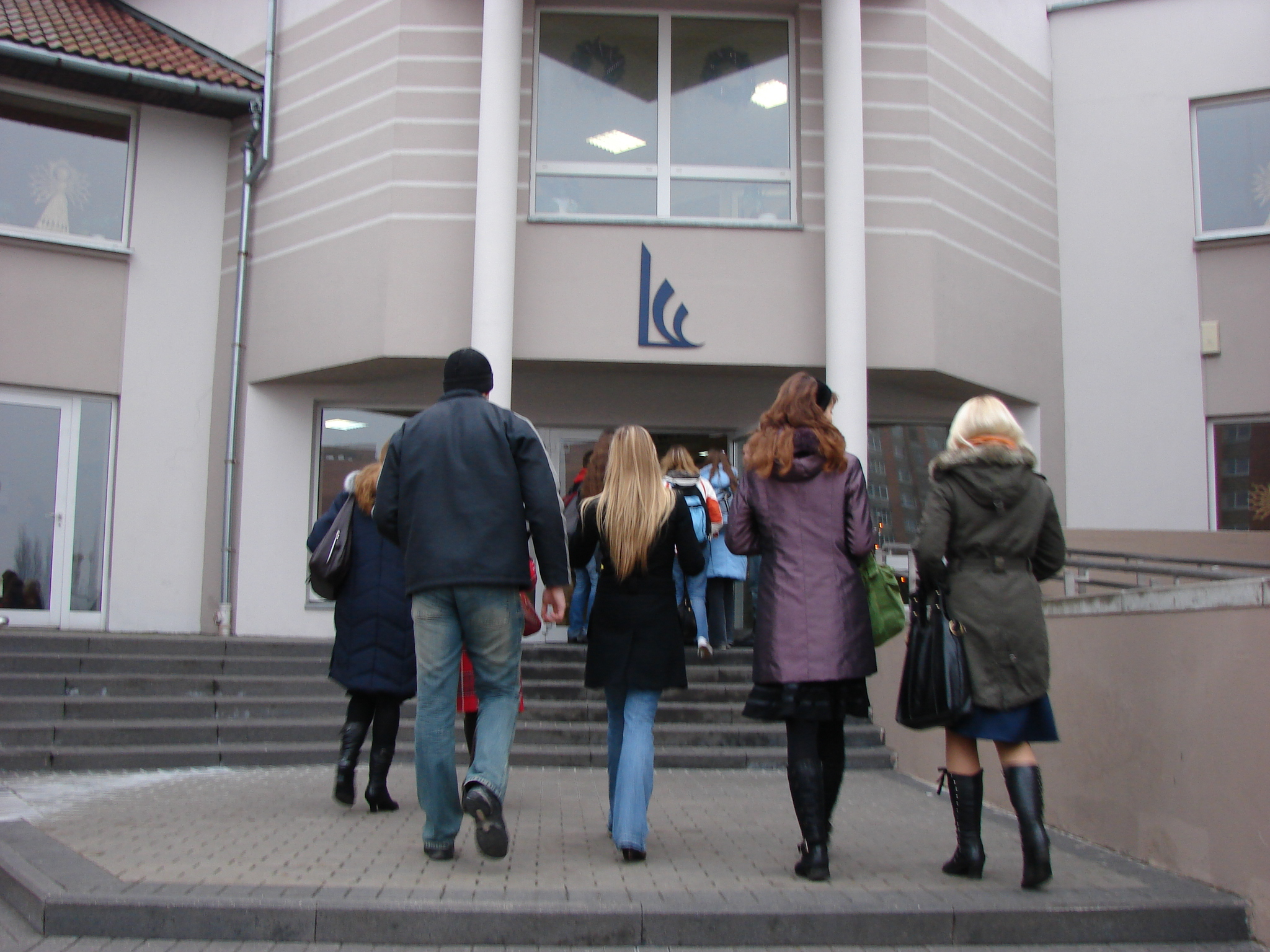
Головний кампус

У серпні 1999 року LCC завів новий заклад у Клайпеді на вулиці Кретінґос. У додаток до будівель, що існують, генеральний план розвитку університетського містечка передбачає в майбутньому будівництво навколо невеликого озерця студентських гуртожитків і додаткових приміщень для академічних цілей.

### Центр DeFehr
Центр Defehr займає площу 4300 квадратних метрів і складається з 12 аудиторій, бібліотеки, лінгафонного і комп'ютерного кабінетів та офісів для адміністрації і професорсько-викладацького складу.

#### Бібліотека
Бібліотека Balčiūnai містить не тільки велику кількість інформаційних джерел для підготовки дослідницьких робіт, презентацій і рефератів, але й надає студентам хороші умови для навчання. У фондах бібліотеки є 22 000 різних книжок англійською мовою, 15 000 підручників, великий обсяг періодичної літератури, аудіо- і відеоматеріали, а також є доступ до наукових Інтернет-ресурсів. Завдяки єдиній комп'ютеризованій бібліотечній системі пошуку можна з легкістю знайти будь-яке видання у фондах бібліотеки.

#### Комп'ютерний кабінет
Комп'ютерний кабінет складається з 2 аудиторій із 40 комп'ютерами з програмами Microsoft Office Professional та доступом до Інтернету.

#### Зал Neufeld
Зал Neufeld являє собою лекторій на 230 місць, що використовується для проведення лекцій, великих зібрань та концертів. Сидячі місця в залі розташовані за принципом кінотеатру. Зал оснащений комп'ютерною і мультимедійною технікою, а також широким екраном.

### Гуртожитки
У власності університету є два гуртожитки
Гуртожиток Neumann було побудовано 2007 року. У ньому проживає 196 студентів.
Гуртожиток знаходиться у самому центрі університетського містечка, завдяки чому його жителі за 2 хвилини можуть попасти в аудиторії, адміністративні приміщення, спортзал і кафе.
.
Восени 2011 року гуртожиток Енс (Enns Hall) відкрив двері для 140 студентів. На першому поверсі розташовані 8 квартир для викладачів і робочого складу університету LCC. На інших чотирьох поверхах, окрім студентських кімнат, знаходяться читальний зал з кабінками для індивідуальної роботи і двома кабінетами для роботи в групах..

### Центр Michealsen
Центр Michealsen в LCC — це багатофункціональна будівля, призначена для потреб не лиш студентсько-викладацької спільноти LCC, але й мешканців Клайпеди. Центр площею 2500 квадратних метрів може вмістити більше 1000 людей під час спортивних заходів і більше 1600 людей — під час культурних заходів. Поряд із спортзалом функціонує також тренажерний зал.
Зал легко перетворюється у велику залу для культурних і громадських заходів і зібрань. Завдяки переносній сцені, звуковій системі і освітлювальному обладнанню, центр Michaelsen прекрасно підходить для проведення театральних вистав і концертів. У простому фоє, що прилягає до залу, можна проводити бенкети, прийоми та конференції.